# Per Sylvan (agronom)
Per Theodor Sylvan, född 27 januari 1870 i Visby, död 13 maj 1953 i Göteborg, var en svensk agronom och lantbrukslärare.
Per Sylvan var son till Johan Otto Sylvan. Efter skolgång i Visby samt jordbrukspraktik genomgick han Alnarps lantbruks- och mejeriinstitut 1889–1891. Han var andre lärare vid Grebbestads folkhögskola i Bohuslän 1892, mejerikonsulent i Jämtlands län 1893–1897 samt länsagronom och mejerikonsulent i detta län 1898–1905. 1905–1935 var han föreståndare (rektor) för Jämtlands läns lantmannaskola, som under hans tid låg först på Ope i Brunflo socken, därefter på Kvarnsved i Frösö socken och slutligen på Torsta i Ås socken, Jämtland. Sylvan förvaltade Torsta skoljordbruk 1924–1935. Efter sin avgång bodde han först i Danderyd och från 1942 i Göteborg. 
Han företog flera statsunderstödda studieresor utomlands. Inom jordbruksnäringen ägnade sig Sylvan främst åt husdjursskötseln, mejerihanteringen (särskilt ostberedningen) och jordbrukets ekonomiska föreningsrörelse. Han tillhörde 1906–1914 Jämtlands läns hushållningssällskaps förvaltningsutskott och förvaltade 1909–1935 sällskapets egendom Medstugan i Åre socken, med försöksgård för fjälljordbruk. Dessutom hade han inom hushållningssällskapet haft uppdrag bland annat som ledamot av dess nötboskapspremieringsnämnd 1893–1909 och ordförande där 1910–1913. 1919 erhöll han sällskapets mindre guldmedalj. Sylvan innehade även kommunala uppdrag, var 1916–1917 ledamot av Jämtlands läns landsting och invaldes 1914 i Första Kammaren men avsade sig uppdraget. Han publicerade uppsatser om jordbruket och dess binäringar, särskilt i Jämtlands läns tidningar. För sin skrift Om täckdikning (1892) belönades han med första pris av Göteborgs och Bohus läns hushållningssällskap. Sylvan arbetade för skidsportens främjande i Jämtland bland annat som styrelseledamot i Jämtlands skidlöparklubb, i vars stiftande 1894 han deltog.